# Natação nos Jogos Olímpicos de Verão de 2016 - 800 m livre feminino

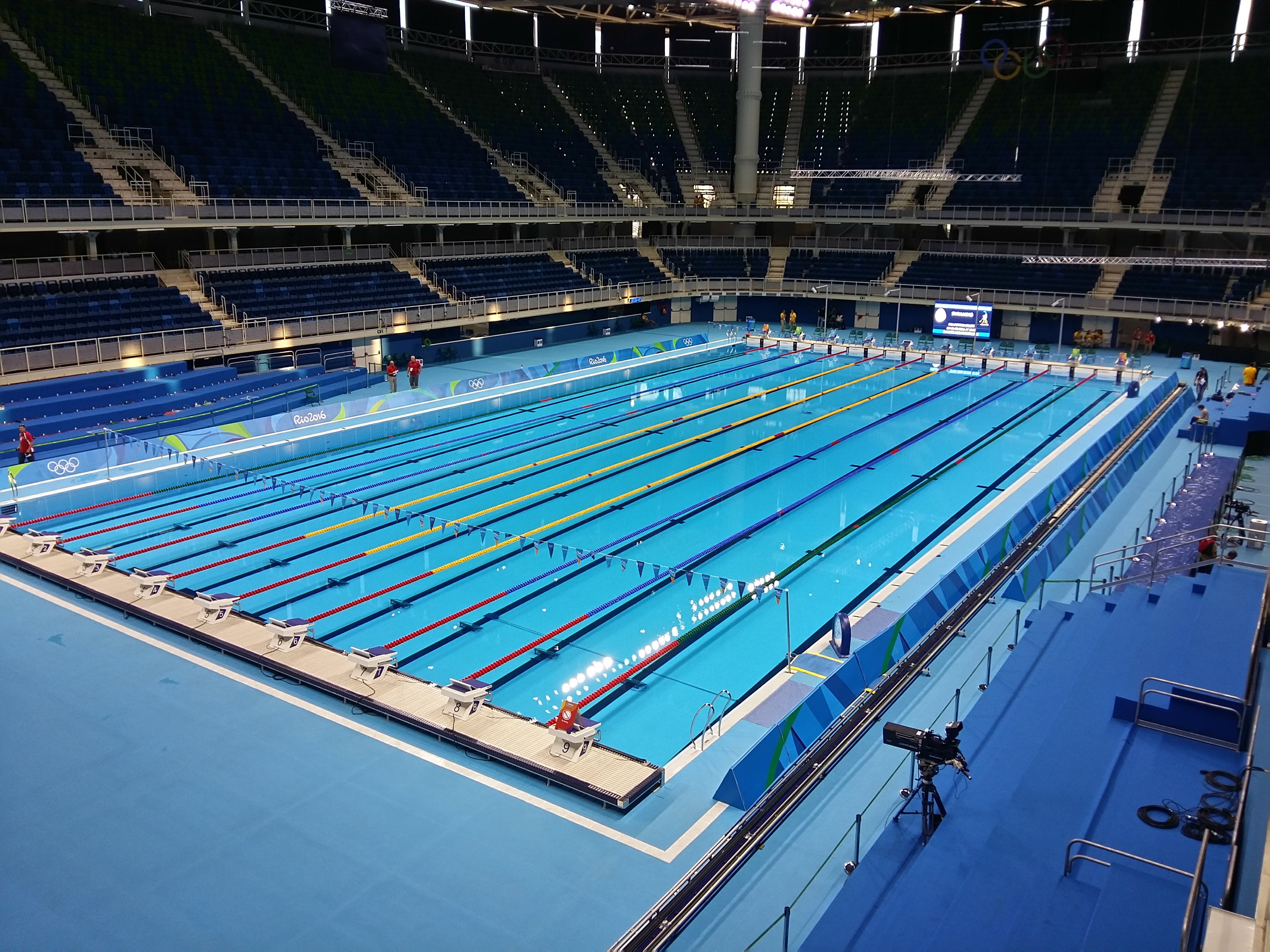
Estádio Aquático Olímpico, local onde o evento foi realizado

A competição dos 800 metros livre feminino da natação nos Jogos Olímpicos de Verão de 2016 foi disputada entre os dias 11 de agosto e 12 de agosto no Estádio Aquático Olímpico.

## Medalhistas
| Ouro   | USA Katie Ledecky  |
| Prata  | GBR Jazmin Carlin  |
| Bronze | HUN Boglárka Kapás |

## Recordes
Antes desta competição, os recordes mundiais e olímpicos da prova eram os seguintes:
| Tipo | Atleta            | Tempo   | Local  | Data                  |
| ---- | ----------------- | ------- | ------ | --------------------- |
|      | Katie Ledecky     | 8:06.68 | Austin | 17 de janeiro de 2016 |
|      | Rebecca Adlington | 8:14.10 | Pequim | 16 de agosto de 2008  |

Os seguintes recordes mundiais ou olímpicos foram estabelecidos durante esta competição:
| Data         | Evento        | Nadadora          | Tempo   | Notas            |
| ------------ | ------------- | ----------------- | ------- | ---------------- |
| 11 de agosto | Eliminatórias | USA Katie Ledecky | 8:12.86 | Recorde olímpico |
| 12 de agosto | Final         | USA Katie Ledecky | 8:04.79 | ,                |

## Resultados

### Eliminatórias
| Pos. | Elim. | Raia | Nadadora              | CON                 | Tempo   | Notas            |
| ---- | ----- | ---- | --------------------- | ------------------- | ------- | ---------------- |
| 1    | 4     | 4    | Katie Ledecky         | USA Estados Unidos  | 8:12.86 | Q,               |
| 2    | 4     | 6    | Boglárka Kapás        | HUN Hungria         | 8:19.43 | Q,               |
| 3    | 4     | 5    | Jazmin Carlin         | GBR Grã-Bretanha    | 8:19.67 | Q                |
| 4    | 4     | 3    | Leah Smith            | USA Estados Unidos  | 8:21.43 | Q                |
| 5    | 3     | 3    | Lotte Friis           | DEN Dinamarca       | 8:22.54 | Q                |
| 6    | 3     | 5    | Jessica Ashwood       | AUS Austrália       | 8:22.57 | Q                |
| 7    | 4     | 2    | Sarah Köhler          | GER Alemanha        | 8:24.65 | Q                |
| 8    | 2     | 4    | Mireia Belmonte       | ESP Espanha         | 8:25.55 | Q                |
| 9    | 3     | 4    | Lauren Boyle          | NZL Nova Zelândia   | 8:25.84 |                  |
| 10   | 3     | 6    | Brittany MacLean      | CAN Canadá          | 8:26.43 |                  |
| 11   | 4     | 8    | Hou Yawen             | CHN China           | 8:30.59 |                  |
| 12   | 2     | 2    | Andreina Pinto        | VEN Venezuela       | 8:30.92 |                  |
| 13   | 4     | 1    | Tjaša Oder            | SLO Eslovênia       | 8:33.14 |                  |
| 14   | 1     | 5    | Éva Risztov           | HUN Hungria         | 8:33.36 |                  |
| 15   | 2     | 6    | Camilla Hattersley    | GBR Grã-Bretanha    | 8:33.65 |                  |
| 16   | 2     | 7    | Emma Robinson         | NZL Nova Zelândia   | 8:33.73 |                  |
| 17   | 2     | 3    | Kristel Köbrich       | CHI Chile           | 8:34.34 |                  |
| 18   | 3     | 2    | Zhang Yuhan           | CHN China           | 8:35.32 |                  |
| 19   | 3     | 1    | María Vilas Vidal     | ESP Espanha         | 8:36.43 |                  |
| 20   | 3     | 8    | Tamsin Cook           | AUS Austrália       | 8:36.62 |                  |
| 21   | 1     | 2    | Julia Hassler         | LIE Liechtenstein   | 8:38.19 |                  |
| 22   | 1     | 4    | Valerie Gruest        | GUA Guatemala       | 8:39.80 | Recorde nacional |
| 23   | 2     | 8    | Joanna Evans          | BAH Bahamas         | 8:42.93 |                  |
| 24   | 1     | 6    | Tamila Holub          | POR Portugal        | 8:45.36 |                  |
| 25   | 2     | 5    | Leonie Beck           | GER Alemanha        | 8:47.47 |                  |
| 26   | 1     | 3    | Arina Openysheva      | RUS Rússia          | 8:48.89 |                  |
| 27   | 1     | 7    | Talita Te Flan        | CIV Costa do Marfim | 9:07.21 | Recorde nacional |
| 28   | 3     | 7    | Anja Klinar           | SLO Eslovênia       | 9:99.99 | DNS              |
| 29   | 2     | 1    | Martina De Memme      | ITA Itália          | 9:99.99 | DNS              |
| 30   | 4     | 7    | Sharon van Rouwendaal | NED Países Baixos   | 9:99.99 | DNS              |

### Final
| Pos.              | Raia | Nadadora        | CON                | Tempo   | Notas            |
| ----------------- | ---- | --------------- | ------------------ | ------- | ---------------- |
| Medalha de ouro   | 4    | Katie Ledecky   | USA Estados Unidos | 8:04.79 | Recorde mundial  |
| Medalha de prata  | 3    | Jazmin Carlin   | GBR Grã-Bretanha   | 8:16.17 |                  |
| Medalha de bronze | 5    | Boglárka Kapás  | HUN Hungria        | 8:16.37 | Recorde nacional |
| 4                 | 8    | Mireia Belmonte | ESP Espanha        | 8:18.55 | Recorde nacional |
| 5                 | 7    | Jessica Ashwood | AUS Austrália      | 8:20.32 |                  |
| 6                 | 6    | Leah Smith      | USA Estados Unidos | 8:20.95 |                  |
| 7                 | 2    | Lotte Friis     | DEN Dinamarca      | 8:24.50 |                  |
| 8                 | 1    | Sarah Köhler    | GER Alemanha       | 8:27.75 |                  |

Legenda
| Recorde mundial      | Recorde mundial (World record)               |                       | Recorde africano                      | Recorde africano (African) |                                           | Q | Classificado por posição (Qualified) |
| Recorde olímpico     | Recorde olímpico (Olympic record)            | Recorde da América    | Recorde da América (Americas)         | q                          | Classificado por melhor tempo (Qualified) |   |                                      |
| Melhor marca do ano  | Melhor marca do ano (World leading)          | Recorde asiático      | Recorde asiático (Asian)              | DNS                        | Não largou (Did not start)                |   |                                      |
| Recorde nacional     | Recorde nacional (National record)           | Recorde europeu       | Recorde europeu (European)            | DNF                        | Não terminou (Did not finish)             |   |                                      |
| Recorde pessoal      | Recorde pessoal do atleta (Personal best)    | Recorde da Oceania    | Recorde da Oceania (Oceania)          | DSQ / DQ                   | Desclassificado (Disqualified)            |   |                                      |
| Recorde da temporada | Recorde da temporada do atleta (Season best) | Recorde sul-americano | Recorde sul-americano (South America) | NM                         | Sem marca (No mark)                       |   |                                      |